# Gare de Périgueux
La gare de Périgueux est une gare ferroviaire française des lignes de Coutras à Tulle et de Limoges-Bénédictins à Périgueux, située dans le quartier Saint-Martin à proximité du centre-ville de Périgueux, dans le département de la Dordogne en région Nouvelle-Aquitaine.
Elle est mise en service en 1857 par la Compagnie du chemin de fer de Paris à Orléans (PO). C'est une gare de la Société nationale des chemins de fer français (SNCF), desservie par des trains TER Nouvelle-Aquitaine.

## Situation ferroviaire
Établie à 86 m d'altitude, la gare de Périgueux est le terminus situé au point kilométrique (PK) 500,086 de la ligne de Limoges-Bénédictins à Périgueux. Gare de bifurcation elle est également située au PK 75,440 de la ligne de Coutras à Tulle, entre les gares de Marsac (Dordogne) et de Périgueux-Saint-Georges.

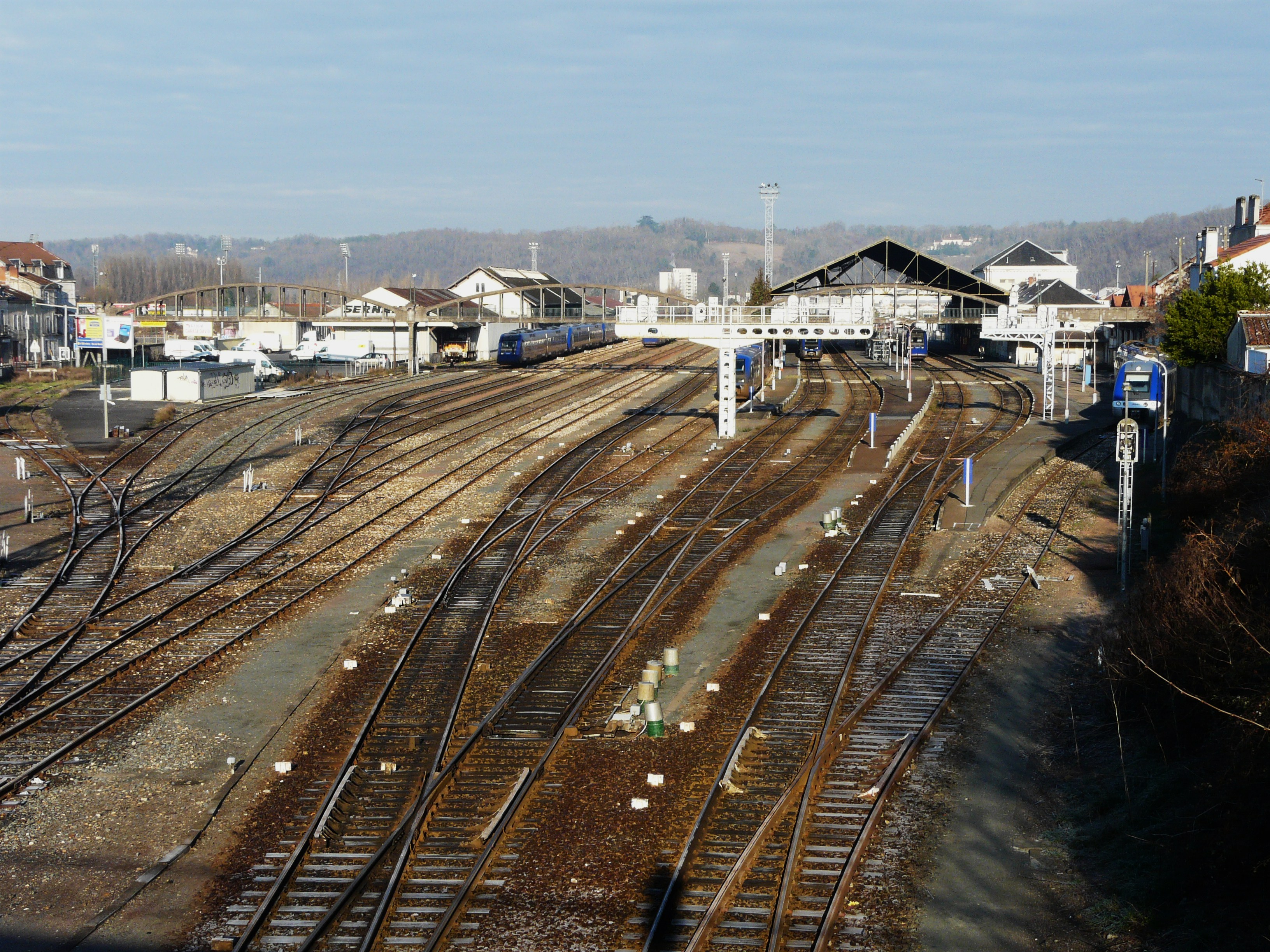
Vue d'ensemble de l'intérieur de la gare, avec les voies, les quais et les bâtiments.

## Histoire
C'est le 26 mars 1853 que Jean Étienne Joseph Estignard, maire de Périgueux, et son conseil municipal décident de faire le nécessaire pour que la future ligne de chemin de fer devant relier Lyon à Bordeaux passe par Périgueux. Un mois plus tard, le 21 avril, le décret donnant satisfaction aux Périgourdins est signé par Napoléon III. Un grand débat politique a lieu pour désigner l'emplacement de cette gare. D'un côté, la municipalité souhaite la voir s'implanter aux abords du centre-ville, place Francheville, de l'autre côté, la Compagnie du chemin de fer de Paris à Orléans (PO) veut la situer dans la plaine du Toulon, à l'ouest. La dernière proposition est retenue.

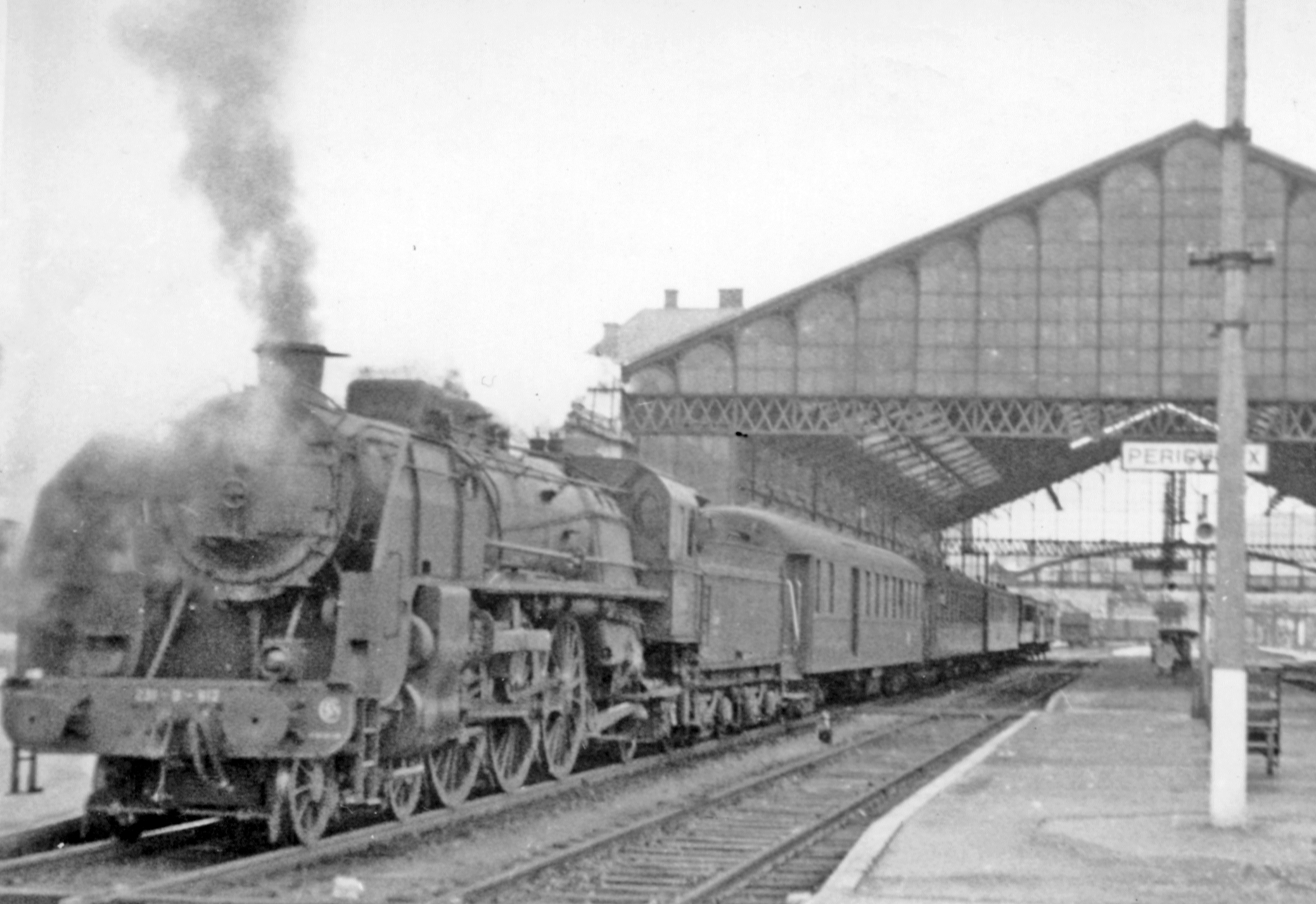
La gare en 1956.

Le 20 juillet 1857, le premier train entre en gare de Périgueux, gare qui n'est à l'époque qu'un assemblage provisoire de planches. Les travaux de la gare définitive commencent le 12 septembre 1860, cinq jours avant l'inauguration de la section de Périgueux à Brive mise en service le 17 septembre 1860 par la Compagnie du PO.
Le 3 août 1863, la mise en service de la ligne à voie unique de Niversac à Agen par la Compagnie du PO, permet les relations entre Périgueux et Agen.
La recette annuelle de la gare est de 1 392 481 francs en 1881 et de 1 456 625 francs en 1882.
Environ 1,05 million de voyageurs y transitent chaque année[réf. nécessaire]. Le chiffre d'affaires annuel en gare de Périgueux est d'environ 5 millions d'euros ; environ 40 % de ce chiffre est assuré par le trafic régional TER et 60 % par le trafic national grandes lignes[réf. nécessaire]. Le personnel de la gare est composé de : 25 employés au bureau voyageur, 25 contrôleurs, 23 mécaniciens, 33 employés au fret[réf. nécessaire].
Le 16 septembre 2017, une plaque est apposée dans le hall de la gare : elle rend hommage à 49 cheminots qui « sont nés, qui résidaient ou qui étaient en poste en Dordogne » et ont été internés ou déportés pendant la Seconde Guerre mondiale.
En 2019, selon les estimations de la SNCF, la fréquentation annuelle de la gare est de 838 256 voyageurs, contre 767 758 voyageurs en 2018 et 894 784 en 2017.
La gare est rénovée dans le cadre de la liaison avec le pôle d'échanges multimodal (PEM) — situé au sud-ouest du bâtiment voyageurs et de l'autre côté des voies — et de la mise en service en 2022 de la navette ferroviaire Mussidan-Niversac. La passerelle en béton datant de 1905 qui enjambait les voies a été déposée en décembre 2021 et a été remplacée en janvier 2023 par une nouvelle passerelle métallique de 110 mètres de long pour trois mètres de large, qui sera accessible par des ascenseurs. La passerelle Simone-Veil est mise en service le 31 juillet 2023, permettant dans un premier temps d'accéder depuis le parvis de la gare à l'avenue du Maréchal-Juin et au pôle multimodal, y compris par des ascenseurs pour les personnes à mobilité réduite, mais sans accès aux quais. À terme, lorsque la SNCF aura surélevé les quais de 55 cm pour permettre un accès aux trains de plain-pied, des ascenseurs les desserviront, ce qui est prévu pour décembre 2023.

## Fréquentation
La fréquentation de la gare est détaillée dans le tableau ci-dessous :
|                           | 2015      | 2016      | 2017      | 2018    | 2019    | 2020    | 2021    | 2022      | 2023      |
| ------------------------- | --------- | --------- | --------- | ------- | ------- | ------- | ------- | --------- | --------- |
| Voyageurs                 | 902 669   | 868 885   | 894 784   | 767 758 | 838 256 | 571 556 | 760 506 | 968 530   | 1 058 844 |
| Voyageurs + non voyageurs | 1 049 615 | 1 010 331 | 1 040 446 | 892 742 | 974 716 | 664 600 | 884 310 | 1 126 198 | 1 231 214 |

## Service des voyageurs

### Accueil
Gare SNCF, elle dispose d'un bâtiment voyageurs, avec guichet, ouvert tous les jours et est équipée d'automates pour l'achat de titres de transport (4 guichets, 2 APV (Automates Points de Vente) et 1 DBR (Distributeur de Billets Régionaux)). C'est une gare « Accès Plus » qui dispose d'aménagements, d'équipements et services pour les personnes à la mobilité réduite.
Quatre voies sont couvertes par une marquise, la cinquième (voie E) restant découverte. Elles sont reliées entre elles par un passage souterrain.

### Desserte

#### Lignes TER
- Périgueux-Bordeaux : 14 allers-retours quotidiens
- Périgueux-Limoges : 14 allers-retours quotidiens avec des correspondances pour rejoindre Paris
- Périgueux-Brive : 7 allers-retours quotidiens
- Périgueux-Agen : 4 allers-retours quotidiens avec des correspondances pour rejoindre Toulouse
- Bordeaux-Ussel : 1 aller-retour quotidien
- Bordeaux-Limoges : 5 allers-retours quotidiens

#### Navette ferroviaire
Depuis le 2 juillet 2022, la gare de Périgueux est desservie par une navette reliant Mussidan à Niversac.

### Intermodalité
Un parc pour les vélos et un parking pour les véhicules y sont aménagés. Elle est desservie par des bus du réseau Péribus : lignes A, e5 et e6 à l'arrêt Gare SNCF et lignes B, C, N, e1, e5, e6, k4A et k4B à l'arrêt "PEM".

## Service des marchandises
Cette gare est ouverte au service du fret.

## Galerie de photographies

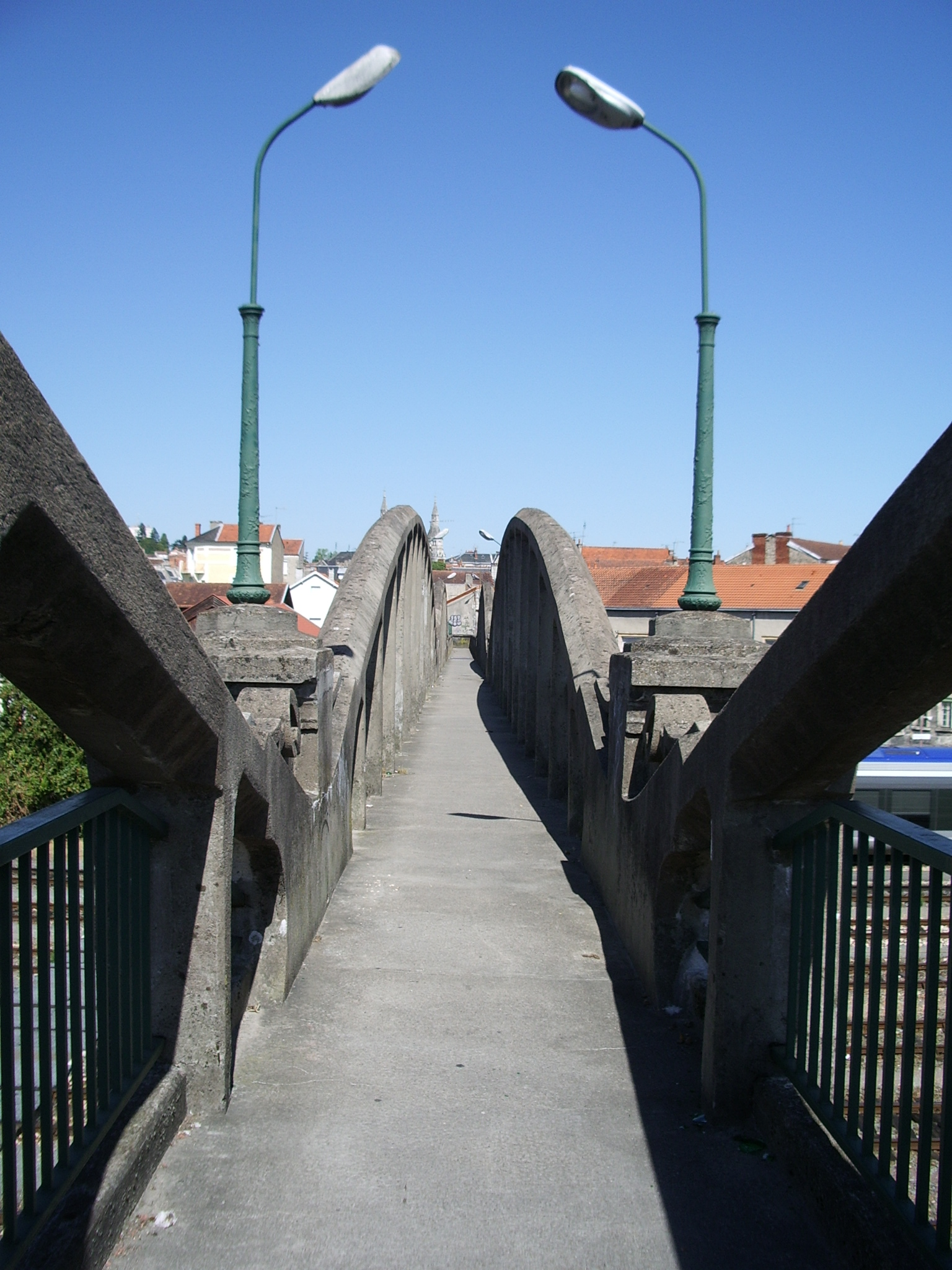
L'ancienne passerelle qui surplombait les voies (2011).
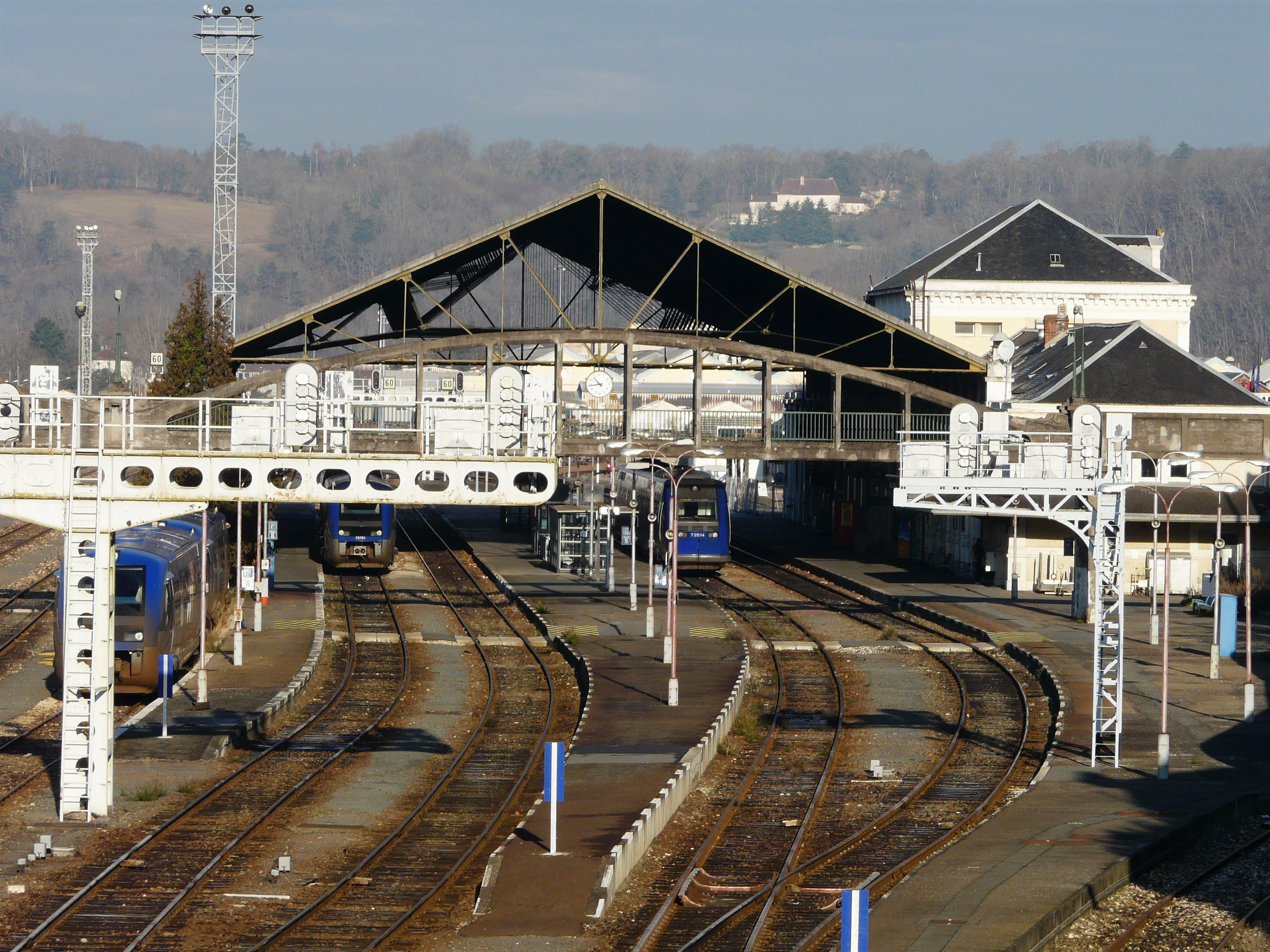
La gare avec la marquise qui couvre les voies (2008).